# Yamakasi
Yamakasi es un grupo francés de practicantes del arte de desplazamiento (parkour), street stunts y otros tipos de acrobacias.
La filosofía del grupo Yamakasi, es la funcionalidad y rapidez, la efectividad en teoría.

## Etimología
Aunque es frecuentemente confundido por un vocablo japonés, Yamasaki (apellido japonés), en realidad proviene del Lingala (Ya makási) lengua Bantú hablada en El Congo y significa "Cuerpo fuerte, espíritu fuerte, persona fuerte".

## Historia
En el momento de su creación el grupo estaba formado por David Belle, Sébastien Foucan, Châu Belle Dinh , Williams Belle, Yann Hnautra, Laurent Piemontesi, Guylain N'Guba Boyeke, Malik Diouf, y Charles Perriere. Que se sometieron a retos como entrenar en ayunas y sin agua o dormir en el suelo sin abrigo para aprender a soportar el frío, forzándose a encontrar la fuerza física y mental para lograrlo.
Se autodenominaron los Yamakasi por sugerencia de Guylain. Su significado evidenciaba la mezcla cultural que había entre ellos y representaba con fidelidad el objetivo a alcanzar con su arte. Llamaron a su actividad l'art du déplacement ("el arte del desplazamiento"). 
Para unirse al grupo, los nuevos miembros tenían que ser recomendados por un miembro existente y pasar unas pruebas con el fin de evaluar su motivación para incorporarse. Complementaron su formación con valores y principios compartidos entre todos los miembros, como la honestidad, el respeto, la humildad, el sacrificio y el trabajo duro. No se permitía llegar tarde a nadie a un entrenamiento ya que frenaba al grupo entero. Si algún miembro lograba completar un reto, todos tenían que hacerlo. Durante sus entrenamientos a nadie se le permitió ser negativo o quejarse, pocas excusas eran permitidas. Por ejemplo, si algún miembro afirmaba que su calzado estaba demasiado deteriorado para realizar un salto, tenía que hacerlo de todos modos, incluso si ello significaba realizarlo descalzo. Al mismo tiempo todos tenían conocimiento de sus propios límites.
Respetar la salud y el bienestar físico era una de sus bases. Si algún miembro se hería durante o después de la ejecución de un movimiento, este era considerado un fracaso. Un movimiento ejecutado una sola vez no se consideraba un logro; el reto solo se superaba mediante la repetición. Cada movimiento debía repetirse por lo menos diez veces seguidas sin que el traceur tuviera que forzar sus límites o provocarse cualquier lesión. Si cualquiera del grupo cometía un error, todos debían empezar todo de nuevo.
La humildad era un principio importante. A ningún traceur se le permitió sentirse superior que el resto, por ejemplo, ejecutando un movimiento sólo para exhibirse ante alguien que no podía realizarlo. Si alguien afirmaba que había logrado un reto difícil y peligroso sin ayuda, tenía que probar sus afirmaciones haciendo el reto de nuevo. Cualquiera que mintiera violaba el principio de humildad.
A pesar del gran énfasis en el colectivo y los principios, cada traceur tenía que progresar y desarrollarse de forma independiente, encontrando su propio camino en el parkour, cumpliendo con su desarrollo personal. El objetivo era crear los medios para ser tú mismo. Había una completa confianza en el grupo, cada uno de ellos animaba a los demás y mostraba confianza a través de su comportamiento. Si un miembro violaba los principios, el grupo se reunía sin la presencia de la persona infractora para discutir diversos castigos. Cualquier persona considerada inadecuada podía ser apartada de forma temporal o incluso permanente del grupo con el fin de mantener las disciplinas, valores y principios.
A finales de 1990, después de que el hermano de David enviara fotos y un vídeo a un programa de la televisión francesa, la popularidad del parkour comenzó a aumentar. Posteriormente una serie de programas de televisión en varios países, presentó un vídeo del grupo y su popularidad aumentó, comenzando a recibir gran cantidad de ofertas. Finalmente, el grupo original se separó para perseguir diferentes objetivos, algunos se mantuvieron en la disciplina y otros lo dejaron. Sin embargo el número de practicantes siguió aumentando, y la popularidad del parkour se extendió por todo el mundo gracias a la televisión, el cine —con Yamakasi: Los samuráis de los tiempos modernos (Ariel Zeitoun, 2001)—  y los vídeos subidos a Internet.

## Miembros
- Piti (Gordo).
- Châu Belle-Dinh (Nicolás).
- Williams Belle (Fabián).
- Malik Diouf (Crespy).
- Yannn H'Nautra (Zicmu).
- Guylain N'Guba Boyeke (Sebastián).
- Laurent Piemontesi (Tango).
- Charles Perrière & Jo Prestia (Daniel).[3]

## Filmografía
- La película francesa Yamakasi: Los samurais de los tiempos modernos (Ariel Zeitoun, 2001) los pone de protagonistas. En la película participó como guionista el director Luc Besson.[3]
- Les fils du vent es la segunda entrega de este grupo. Esta vez narran una historia diferente a la película anterior, que transcurre en Asia, donde quieren abrir un gimnasio para que los niños de la calle puedan aprender este deporte.[4]
- El reportaje Génération Yamakasi - Vol au dessus des cités dirigido desde el punto de vista de Mark Daniels.[2]
- En la película Banlieue 13 o Distrito 13 , participa David Belle como protagonista de esta cinta. (el cual fue el principal desarrollador del parkour o art du deplacement que practican los yamakasi, fue un miembro original de los yamakasi, por diferencias ante la película de Luc Besson se separó junto con Sebastien Foucan